# Tylomys mirae
Tylomys mirae е вид бозайник от семейство Хомякови (Cricetidae).

## Разпространение
Видът е разпространен в Еквадор и Колумбия.